# Армия ПВО

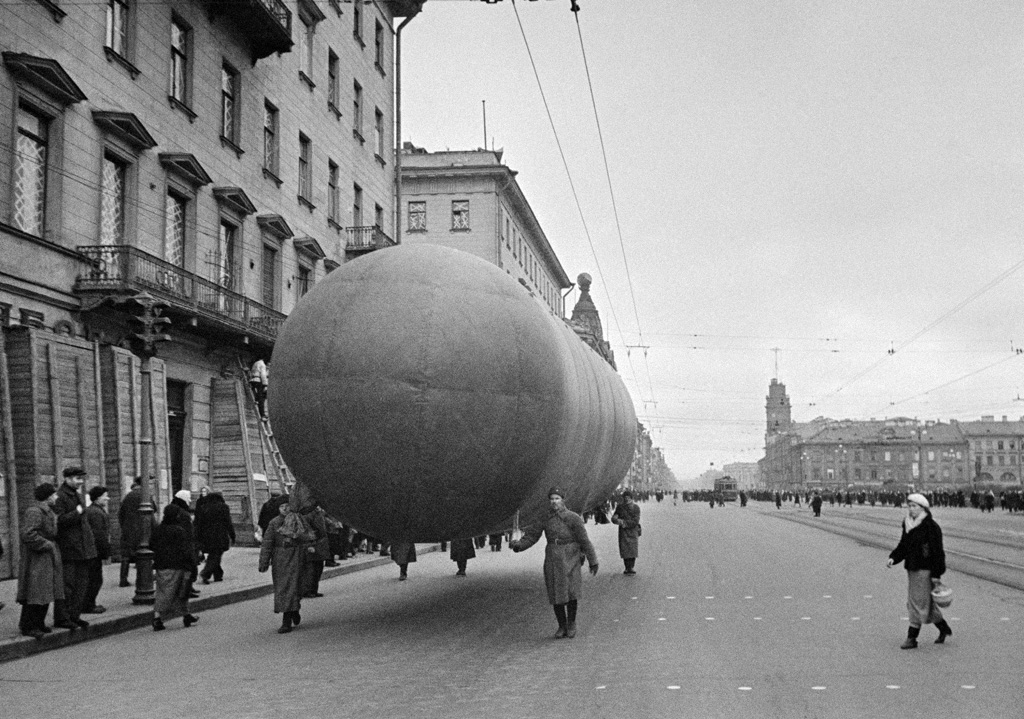
Газгольдер на Невском проспекте Ленинграда, 9 октября 1941 года, фото Анатолий Гаранин.

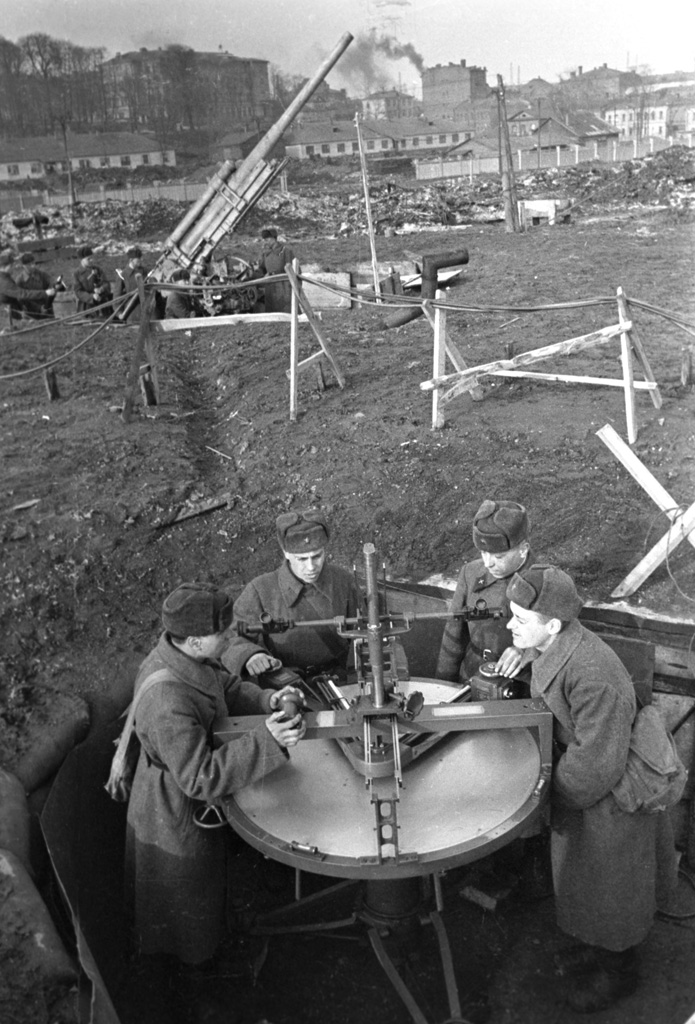
Группа наведения зенитного расчёта при обороне Москвы, 1 ноября 1941 года, фото Олег Кнорринг.

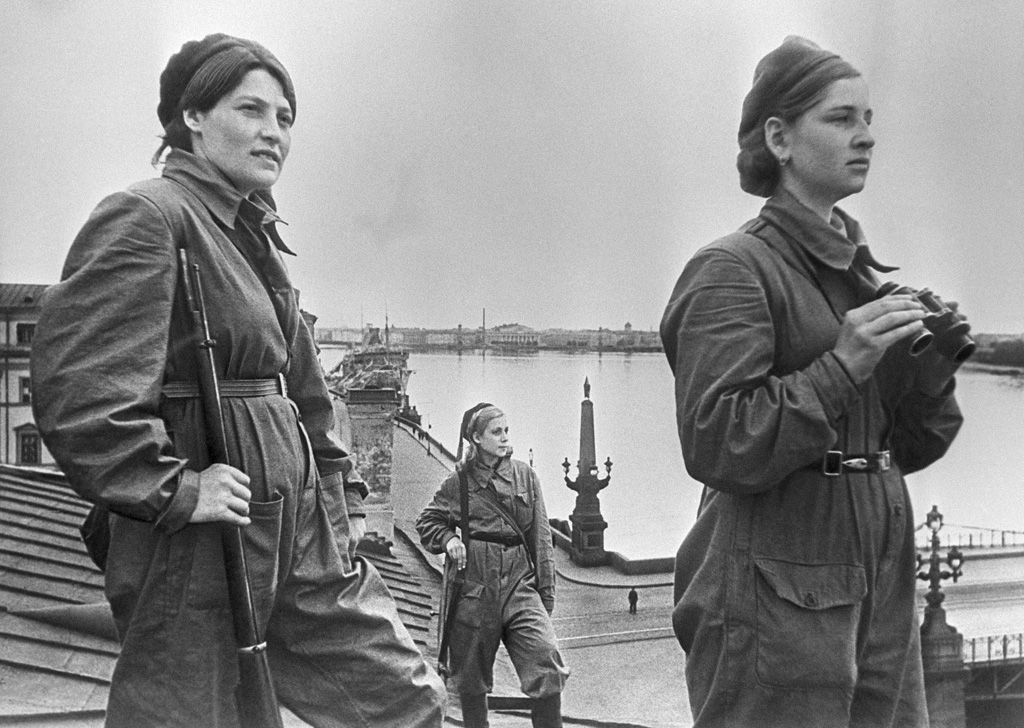
На боевом дежурстве, военнослужащие ПВО РККА, Ленинград, 1 мая 1942 года, фото Борис Кудояров.

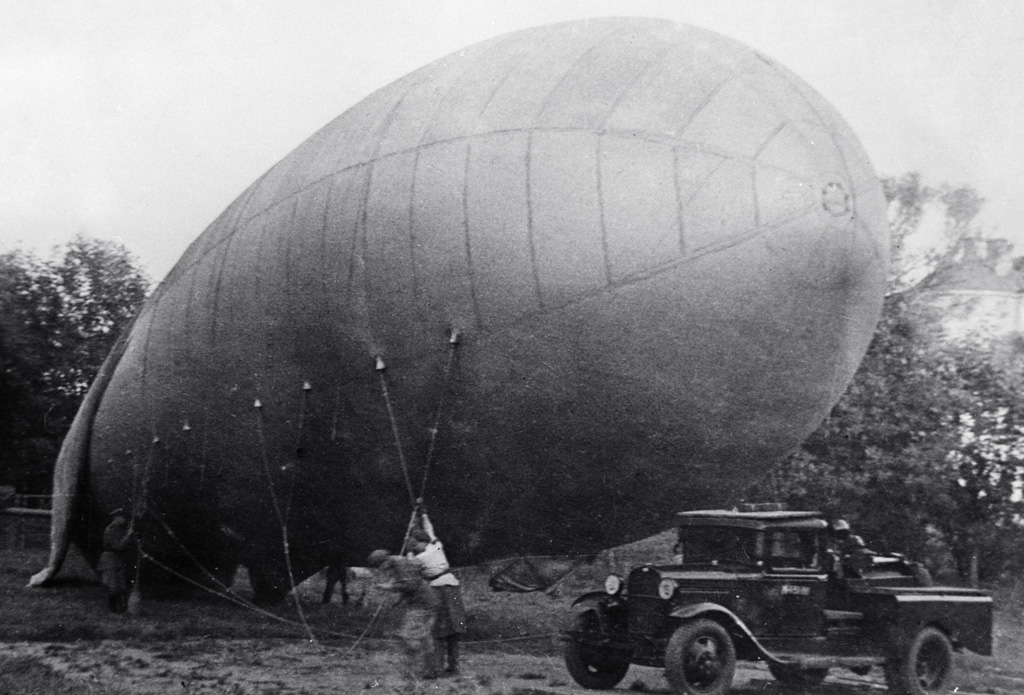
Военнослужащие устанавливают аэростат заграждения, Москва, 20 июня 1942 года, фото Владимир Грановский.

Армия ПВО (АПВО) — объединение (армия) войск ПВО в вооружённых силах СССР во время Великой Отечественной войны и в послевоенное время, осуществлявшее прикрытие от ударов с воздуха крупных административно-политических и промышленно-экономических центров (районов) СССР, а также группировок и важных объектов Сухопутных войск, ВВС и Флота.

## История армий ПВО периода Великой Отечественной войны
Создание армий ПВО было вызвано ростом числа соединений и частей ПВО, привлекаемых к обороне важных центров (районов) СССР, и возникшей в связи с этим необходимостью обеспечения единого оперативного управления и взаимодействия крупных группировок сил и средств ПВО.
Оперативные границы армии ПВО, её задачи, а также состав и средства прикрытия главных объектов определялись Генеральным штабом и зависели от количества и важности прикрываемых объектов и направлений, от группировки и вероятного характера действий авиации противника.
В годы Великой Отечественной войны сформировано семь армий ПВО:
- 1-я истребительная воздушная армия ПВО
- Бакинская армия ПВО
- Забайкальская армия ПВО
- Ленинградская армия ПВО
- Московская особая армия ПВО
- Приамурская армия ПВО
- Приморская армия ПВО

Первой в апреле 1942 года сформирована Ленинградская армия ПВО. В последующем образованы Бакинская (май 1942), Особая Московская (июль 1943 года) и в марте 1945 года Забайкальская, Приамурская и Приморская.

### Состав
Состав армии ПВО зависел от числа и важности прикрываемых ею объектов и направлений, от группировки и вероятного характера действий авиации противника. Армия ПВО состояла из нескольких соединений и отдельных частей родов войск ПВО, специальных войск и тыла. Имеются Отдельные армии ПВО. Обычно армия ПВО включала:
- Управление (штаб)
- одну-две истребительных авиационных дивизии (или один истребительный авиационный корпус)
- две-три дивизии ПВО или 5—9 отдельных зенитных полков
- два-три зенитных прожекторных полка
- один-три полка (дивизиона) аэростатов заграждения

Наиболее сильной была Особая Московская армия ПВО, в состав которой входило свыше 25 дивизий (зенитных артиллерийских, зенитных пулемётных, зенитных прожекторных и других).
Состав армий ПВО по состоянию на 1 декабря 1944 года:
- 1-я истребительная воздушная армия ПВО:
- Управление (штаб)
  - 317 иад (34, 488, 736 иап)
  - 318 иад (12 гв., 11, 28, 502, 564, 565 иап)
  - 319 иад (16, 67, 177, 178, 309, 429 иап)
- Бакинская армия ПВО:
- Управление (штаб)
  - 8 иак ПВО (82, 480, 481, 922, 962 иап)

## История армий ПВО послевоенного периода
Начиная с 1946 года войска ПВО подверглись целому ряду реорганизаций, в ходе которые произошёл отказ от войскового построения «бригада—дивизия—корпус—армия» к территориальному «бригада—дивизия—округ». В сочетании с другими факторами это привело к росту безнаказанных нарушений воздушного пространства СССР, что являлось особо нетерпимым в связи с развитием ракетно-ядерного вооружений и обострения «холодной войны». 
Для выхода из сложившейся ситуации в 1954 году войска ПВО страны были выделены в отдельный вид Вооружённых Сил СССР, в рамках которого им было возвращёна армейская система, и в конце того же 1954 года вновь началось формирование армий ПВО. Были сформированы следующие армии ПВО:
- Амурская армия ПВО (1954, в 1957 году переименована в Дальневосточную армию ПВО)
- Киевская армия ПВО (1954)
- Особая Ленинградская армия ПВО (1954)
- Северокавказская армия ПВО (1954)
- Уральская армия ПВО (1954)
- 1-я армия особого назначения (1955)
- Северная армия ПВО (1958)

В 1960 году армии ПВО были переименованы, а частью преобразованы. Новый перечень армий ПВО выглядел следующим образом:
- 1-я армия особого назначения
- 2-я отдельная армия ПВО
- 4-я отдельная армия ПВО
- 6-я отдельная армия ПВО
- 8-я отдельная армия ПВО
- 10-я отдельная армия ПВО
- 11-я отдельная армия ПВО
- 14-я отдельная армия ПВО

Позднее к ним добавилась 12-я отдельная армия ПВО.
В ходе очередного реформирования ПВО в 1980 году армии ПВО были преобразованы в ВВС военных округов, но уже в 1986 году восстановлены под прежними номерами. Вскоре появилась 19-я отдельная армия ПВО. В таком виде они существовали до распада СССР.